# 第一代卡诺克男爵亚瑟·尼科尔森

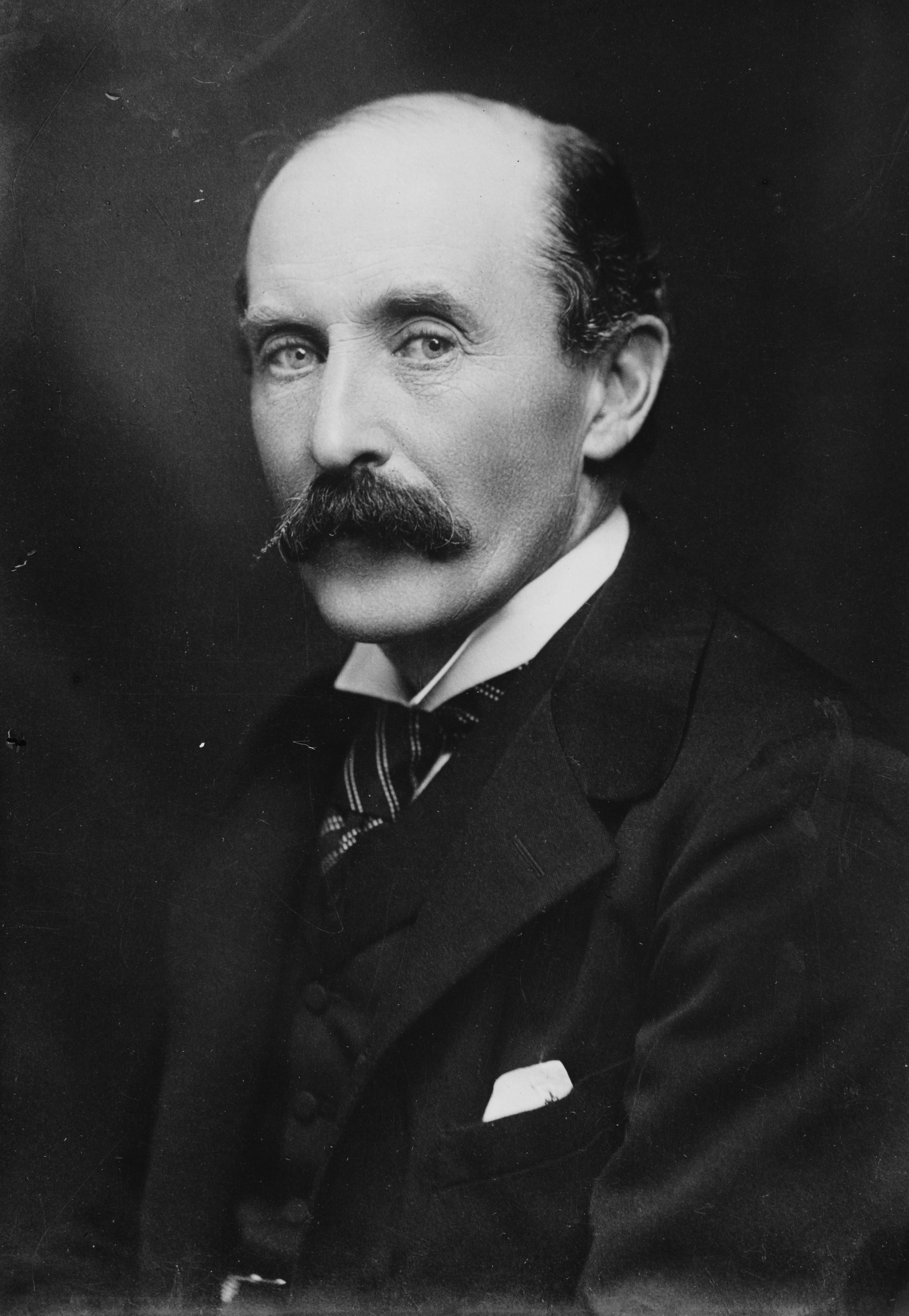
第一代卡诺克男爵亚瑟·尼科尔森

第一代卡诺克男爵亚瑟·尼科尔森（英語：Arthur Nicolson, 1st Baron Carnock，1849年9月19日—1928年11月5日），是英国的政治家、外交官，曾担任驻俄国公使、驻西班牙公使，1907年8月31日，与亚历山大·彼得罗维奇·伊兹沃尔斯基签订《英俄條約》。